# Набіль Гіля
Набіль Гіля (фр. Nabil Ghilas, араб. نبيل غيلاس, нар. 20 квітня 1990, Марсель) — французький і алжирський футболіст, нападник «Віторії» (Сетубал) та, в минулому, національної збірної Алжиру.

## Клубна кар'єра
Народився 20 квітня 1990 року в місті Марсель. Вихованець футбольної школи «Бюрель».
У дорослому футболі дебютував 2009 року виступами за команду нижчолігового клубу «Кассі Карну», в якій провів один сезон, взявши участь у 24 матчах чемпіонату. Більшість часу, проведеного у її складі, був основним гравцем атакувальної ланки команди.
Своєю грою за цю команду привернув увагу представників тренерського штабу португальського «Морейренсе», до складу якого приєднався 2010 року. Відразу ж був відданий в оренду до нижчолігової португальської  «Візели». За рік повернувся з оренди і почав регулярно залучатися до основного складу «Морейренсе».
До складу «Порту» перейшов 8 липня 2013 року, уклавши з клубом чотирирічний контракт. 1 вересня 2014 року був орендований іспанською «Кордовою».

## Виступи за збірну
На рівні збірних погодився захищати кольори своєї історичної батьківщини, Алжиру. 9 червня 2013 року дебютував в офіційних матчах у складі національної збірної Алжиру, вийшовши на заміну на 74-й хвилині гри проти збірної Беніну. Відведеного йому на полі часу вистачило аби відзначити свій дебютний матч у формі збірної першим забитим у її складі голом (встановив остаточний рахунок 3:1 на користь алжирців).
| Дата      | Місто         | Господарі      | Результат | Гості        | Турнір                  | Голи | Примітки |
| --------- | ------------- | -------------- | --------- | ------------ | ----------------------- | ---- | -------- |
| 2-6-2013  | Бліда         | Алжир          | 2 – 0     | Буркіна-Фасо | товариський матч        | -    |          |
| 9-6-2013  | Порто-Ново    | Бенін          | 1 – 3     | Алжир        | Відбір до ЧС 2014       | 1    | 74'      |
| 14-8-2013 | Бліда         | Алжир          | 2 – 2     | Гвінея       | товариський матч        | -    | 72'      |
| 10-9-2013 | Бліда         | Алжир          | 1 – 0     | Малі         | Відбір до ЧС 2014       | -    |          |
| 31-5-2014 | Сьйон         | Алжир          | 3 – 1     | Вірменія     | товариський матч        | 1    | 71'      |
| 17-6-2014 | Белу-Оризонті | Бельгія        | 2 – 1     | Алжир        | ЧС 2014 - груповий етап | -    | 84'      |
| 22-6-2014 | Порту-Алегрі  | Південна Корея | 2 – 4     | Алжир        | ЧС 2014 - груповий етап | -    | 73'      |
| 26-6-2014 | Куритиба      | Алжир          | 1 – 1     | Росія        | ЧС 2014 - груповий етап | -    | 77' 87'  |
| Усього    |               | Матчів         | 8         |              | Голів                   | 2    |          |

## Титули та досягнення
- Володар Суперкубка Португалії (1):

«Порту»: 2013